# 驻马坡
32°02′55″N 118°45′53″E / 32.048672°N 118.76484°E
驻马坡，位于南京清凉山上，据《吴录》记载，诸葛亮曾在此驻马，与孙权谈论南京的形势，发出“钟阜龙蟠，石头虎踞，真帝王之宅也”的感叹。但据考证，诸葛亮并未到过南京。清代在此建有驻马庵，房十余间，1983年列为鼓楼区文物保护单位。

## 诗句
- 刘克庄：惟应驻马城头月，曾见金舆纳夜凉。
- 叶辉《驻马坡》：将军气势溢江河，跃马曾来驻此坡。坡下石头城最险，屯兵正自不消多。